# 南スーダンの歴史
南スーダンの歴史では、現南スーダン共和国領とその住民の歴史について述べる。
南スーダンは2011年にスーダンから分離独立した。地理上、南スーダンはスーダン地域（サヘル）に全く含まれず、いわゆるサブサハラアフリカの一部にあたるが、現代の概念でいう東スーダン・サバンナには含まれる。歴史上、南スーダンが「スーダン」に含まれたのは19世紀にオスマン帝国のエジプト副王領が南へ拡張したためであり、その結果南スーダンは1885年から2011年までそれぞれマフディー領スーダン、英埃領スーダン、スーダン共和国の一部となった。
南スーダンの住民は主にナイル・サハラ語族の言語を話す者であるが、ニジェール・コンゴ語族の言語を話す者も少数ながら存在する。歴史上、現南スーダン領は中央スーダン語派の言語を話す住民が大半を占めていたが、ナイロートも古くから存在する。14世紀頃にキリスト教国のマクリアとアロディアが滅亡した以降、ナイロートがやがて主流を占めるようになった。

## 早期の歴史

### ナイロートの拡張

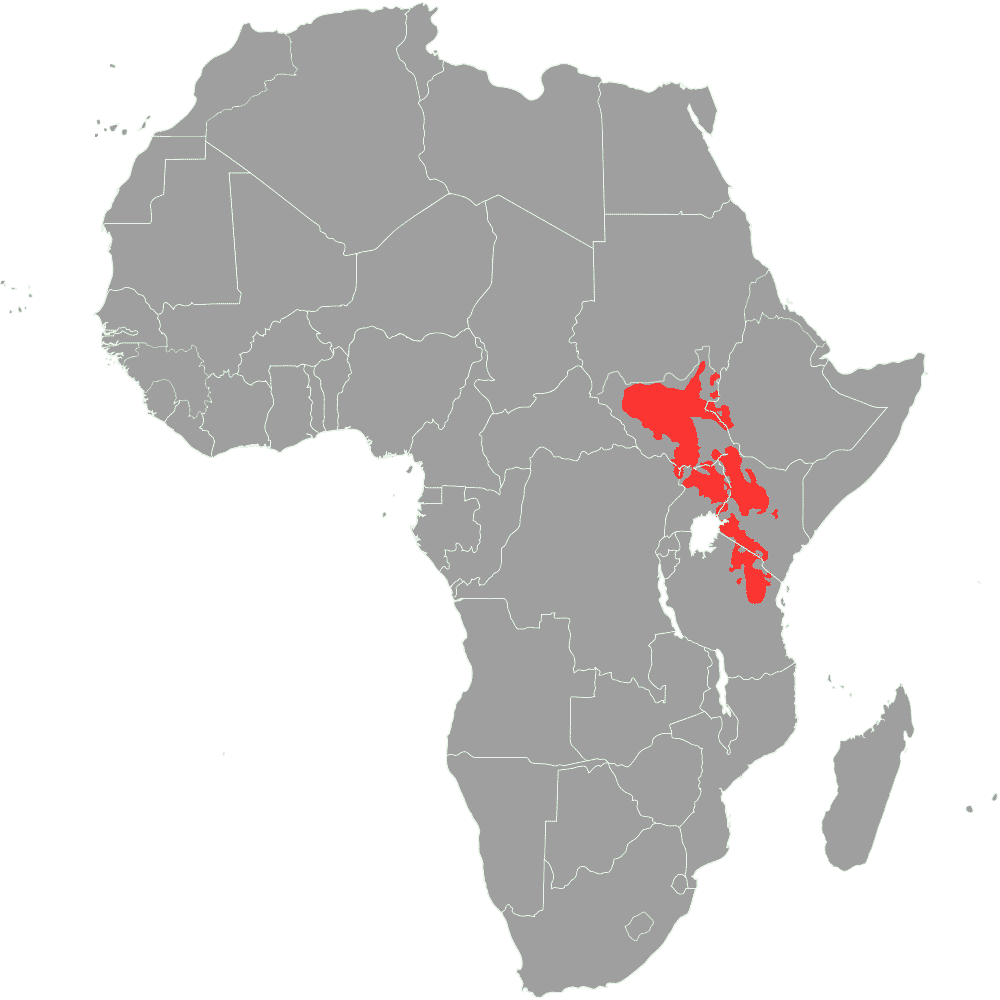
ナイル諸語話者の居住地。

約1500年まで、南スーダンでは中央スーダン語派の言語を話す住民が大半を占めており、現代でもマディ族やモル族などが生き残っている。
言語学上の証拠はディンカ族、シルック族、ルオ族などナイル諸語を話す民族が徐々に主流を占めるようになったことを指している。これらの民族はスッド湿地より各地へ移住した者であり、スッドでは考古学上の証拠が少なくとも前3000年には移牧による牧畜が行われたことを示していた。考古学上の証拠とナイロートの居住地にあるドーム形の家屋はエジプト第25王朝までのヌビア王国の隆盛を示している可能性がある。
ナイロートがスッド湿地から拡張したのは14世紀のことと見られる。これはキリスト教国のマクリアとアロディアの滅亡、およびアラブ人商人がスーダン中部にやってきたのと同じ時期であった。当時の南スーダン人がアラブ人からこぶなしの牛の新種を手に入れた可能性もある。考古学者のロランド・オリバーによると、この時期はナイロートの鉄器時代が始まった頃でもあり、これらはナイロートがやがて南スーダン地域で拡張した要因となった可能性がある。

### シルック王国

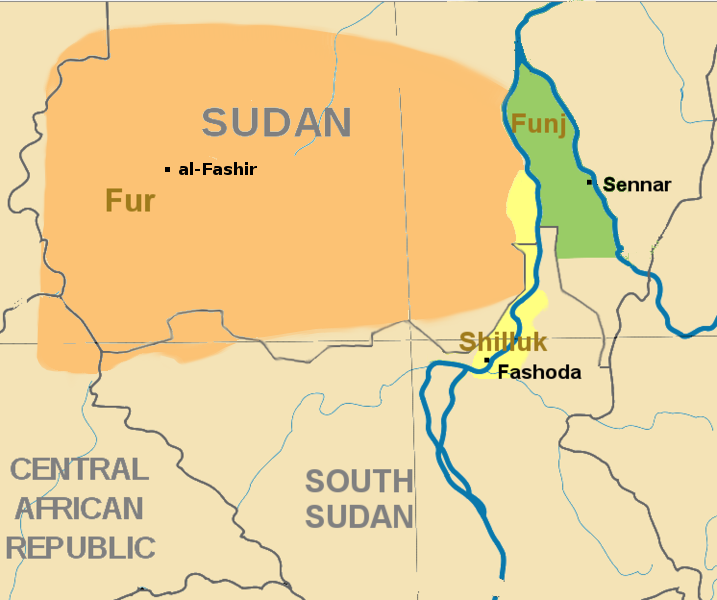
1800年頃のフンジ族、シルック族、テガリ族、フール族の王国

16世紀になると、ナイル諸語話者の間で力をつけたのはシルック族であった。シルック族は伝説上の王ニイカング（Nyikang、在位：1490年頃 - 1517年頃）の統治のもと、領土を東の白ナイル川畔まで拡大した。シルック族は白ナイル川西岸を北のコスティまで支配下に置き、川畔に小さな村を点在させつつ牧畜、穀物栽培、漁業などの経済活動を行った。このうち、農業のシステムがとりわけ進んでいたため、17世紀のシルック族領の人口密度はエジプトのナイル川流域のそれと同程度にまで増長した。
一説によると、フンジ族（Funj）はシルック族に圧迫されたため北へ移動してセンナール・スルターン国を建国したという。一方、ディンカ族はスッドに留まって移牧経済を続けた。
ディンカ族が近隣の諸民族から保護さ、やや孤立した一方、シルック族は民族間の接触を保った。例えば、シルック族が白ナイル川の西岸を支配した一方、東岸はフンジ族のセンナール・スルターン国が維持したため、両民族はたびたび争いを起こしていた。シルック族は戦闘用カヌーを使って遠くへ急襲することができたためナイル川を支配し、一方フンジ族は騎兵の常備軍がいたためサヘルの平原で主導権を握った。
シルック族の民話によると、1630年頃に統治したオダック・オコッロ王（Odak Ocollo）は白ナイル川の交易路の支配を巡ってセンナールとの30年間の戦争に挑んだ。シルック族はダルフール・スルターン国とテガリ王国と同盟したものの、テガリ王国が降伏したことで戦争はフンジ族に有利な形で決着した。17世紀末、ディンカ族の一部族でシルック族とフンジ族の国境で強大化したジエング族（Jieng）に対抗して、シルック族とフンジ族は同盟を締結した。時代が下るにつれてシルック族の国で中央集権が進み、やがて権力は「レフ」（Reth、「王」と同義）に集約された。シルック族の王のうち、最も特筆に値する王はおそらく首都をファショダに定めたテュゴ王（Reth Tugo、在位：1690年 - 1710年）であろう。同時期にはフンジ族の衰退も見られたためシルック族が白ナイル川とその交易路全体を支配下に置いた。シルック族の軍事力は川を制したことによるものであった。

### アザンデ族
アザンデ族はナイロートではなかったが、16世紀にスーダン南部に移って国を作り、地域大国といえるほどの規模となった。アザンデ族は現代の南スーダンでも人数で3位であり、主にマリディ、イッバ（Ibba）、ヤンビオ、ンザラ、エゾ、タムボラ、ナジェロ（Nagero）など現西エクアトリア州やバハル・アル・ガザール地方の熱帯雨林地帯に居住する。しかし、18世紀にアヴンガラ族（Avungara）が侵入するとアザンデ族は支配下に置かれ、19世紀末にイギリス人に征服されるまでその支配は揺るがなかった。
地理上の障礙により南部スーダンはイスラム教徒の侵攻を免れ、社会、政治制度、文化、宗教などの伝統を保った結果となった。このうちディンカ族はスッド湿原に留まったため外界の影響が排除され、大規模な兵隊がなかったにもかかわらず安全に過ごした。これに比べるとシルック族、アザンデ族、バリ族は近隣諸民族との争いが絶えなかった。

## 19世紀

### ムハンマド・アリー朝エジプトによる征服
1821年、ムハンマド・アリー朝エジプトの侵攻で北のセンナール・スルターン国が崩壊した。北部スーダンの支配を固めた後、エジプト軍は南へ進軍した。1827年、アリー・クルシド・パシャ（Ali Khurshid Pasha）率いる軍勢がディンカ族の領地を通過し、1830年にはナイル川とソバト川の合流点へ遠征した。遠征のうち最も成功したのがサリム・カブダン提督（Salim Qabudan）による1839年から1842年の遠征であり、彼は白ナイル川を下って現ジュバまで辿り着いた。
南スーダンの地域は独立以前の2度の内戦によって広範囲の破壊を被り、基本的施設が全く整っていないという状況が続いた。内戦による死者は250万以上に上り、さらに500万人以上が国外へ逃亡していわゆる難民になった。
エジプト軍は城塞の建築と軍隊の駐留を試みたが、疫病と脱走兵の問題で諦めた。このため、エジプトのヘディーヴ（副王）は領有権を主張したが実態を伴わなかった。1851年、エジプト政府は諸外国の圧力でスーダン地域をヨーロッパ人商人と宣教師に開放することを余儀なくされた。
ヨーロッパ人はスーダン地域が象牙の大量供給元になれることを発見したが、現地のバリ族がヨーロッパ人の売り物に全く興味を示さなかった。そのため、ヨーロッパ人商人は象牙の武力奪取を試みたが、費用に見合わず、失敗に終わった。キリスト教宣教師もスーダンでの活動を開始、ローマ・カトリック教会は中央アフリカ代牧区を設立したが、19世紀初期にはその影響力が少なかった。

### アル＝ズバイルの貿易帝国

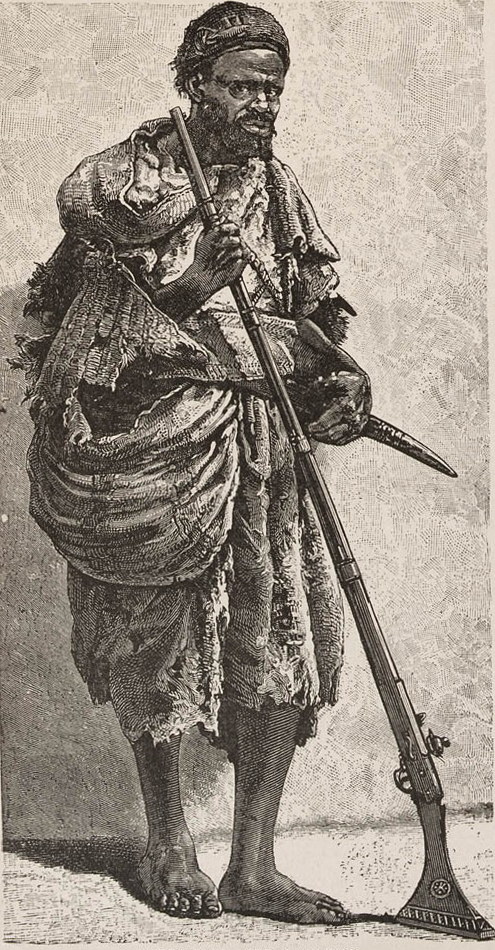
アル＝ズバイル・ラーマ・マンスール、1889年作。

スーダンでのエジプト支配が実体を伴わなかったため、商人たちがその権力の空白を埋めた。東部ではムハンマド・アフマド・アル＝アッカード（Muhammad Ahmad al-Aqqad）が多くの領地を支配したが、権力を握ったのはバハル・アル・ガザール地方や南スーダンを支配したアル＝ズバイル・ラーマ・マンスールであった。アル＝ズバイルはハルツーム出身の商人で私兵を募って南へ進軍した。
アル＝ズバイルは貿易地である同時に要塞でもあった「ザリバ」（Zariba）を各地に設置し、現地の貿易を支配した。最も貴重な商品は象牙であった。それ以前の時代においてスーダン人商人は象牙に高値をつけなかったが、エジプト支配期においてはアメリカやヨーロッパの中産階級がピアノやビリヤード・ボールを購入したため、象牙の需要が急上昇した。
貿易の経営に人手が必要なので、アル＝ズバイルは数多くの奴隷を捕まえ、既に作り上げた商人軍のほかに奴隷軍も作り上げた。ダルフール・スルターン国との貿易紛争によりアル＝ズバイルはダルフールに宣戦、1874年に勝利して最後のフール族スルターンであるイブラヒムを殺害した。

### 赤道州
エジプト副王イスマーイール・パシャはアル＝ズバイルの権力に目を留め、赤道州を設置して当地を植民地化しようとした。イスマーイール・パシャは1869年にイギリス人探検家サミュエル・ベイカーを雇って同地の統治を任し、さらに兵士と大量の資金を提供したが、ベイカーはエジプトの支配を広げることができなかった。
イスマーイール・パシャはさらに商人のムハンメド・アル＝ブラルウィ（Muhammed al-Bulalwi）にバハル・アル・ガザール総督の位を保証してスーダンに派遣、アル＝ズバイルを倒すよう命じた。しかしアル＝ズバイルが逆襲してアル＝ブラルウィを殺害、イスマーイール・パシャは1873年に仕方なくアル＝ズバイルを総督に任命した。
イスマーイール・パシャは引き続きアル＝ズバイルと彼のエジプトから独立した権力基盤を脅威に感じ、イギリスの新聞も「スレイバー・キング」（Slaver King、「奴隷主である王」の意味）の特集が多く組まれた。1874年、チャールズ・ゴードンが赤道州総督に任命された。1877年、アル＝ズバイルはダルフール総督の職を要求するためにカイロまで行ったが、イスマーイール・パシャは彼を軟禁した。機会に乗じてゴードンがアル＝ズバイルの息子を撃破したことでアル＝ズバイルの支配がようやく終わった。この成功にもかかわらず、ゴードンのスーダン支配は上手くいかず、要塞周辺の支配しか確保できなかった。
エジプトの赤道州は1889年に消滅した。当時の赤道州における重要な集落にはラド、ゴンドコロ、ドゥフィレ、ワデライなどがあった。1947年、イギリスはスーダン南部をウガンダと統合させようとしたが、ジュバ会議で否定され、代わりに南北スーダンの統合が決定された。

## スーダン共和国

### 第一次内戦
スーダンが独立する1年前の1955年に第一次スーダン内戦が勃発した。これは自治権を目的とするものであり、スーダン政府とアニヤ・ニヤ解放戦線の間で17年間戦われた。1971年、元スーダン軍中尉のジョセフ・ラグが数多のゲリラ組織を自らの南スーダン解放運動の元で集結させたが、これは南部スーダンの分離主義運動が初めて統一された指揮組織を持ったものであった。また、南スーダン解放運動が初めて南部スーダン全体を代表し得た組織であったため、世界教会協議会や全アフリカ教会協議会の調停もあり交渉が一気に進み、1972年のアディス・アベバ合意の締結と南部スーダン自治区の設立にこぎつけた。

### 第二次内戦
1983年、スーダン大統領モハメド・アン＝ヌメイリがシャリーアを導入してスーダンがイスラム国家たることを宣言、非イスラムが大半を占める南部地域もこれに含まれた。さらに先のアディス・アベバ合意で設立された南部スーダン自治区も同年6月5日に廃止された。これに対しジョン・ガランがスーダン人民解放軍・スーダン人民解放運動（SPLA/M）を組織、ここに第二次スーダン内戦が勃発した。政府側の工作で民族問題を挙げてSPLA/Mを離脱した組織も幾つか存在し、そのうち最大のものが1991年に分離したリエック・マチャル率いるナシル派であった。
この「内ゲバ」とも言える様相により、南部出身の住民は北部出身の人々に殺された者より、同じく南部出身の人々に殺された者のほうが多かった。例えば、1991年に起きたボル虐殺では平民約2千名がナシル派と武装したヌエル族の者により殺害され、さらに約2万5千人が虐殺を原因とする飢饉で死亡した。この戦争は22年間続き、2005年にようやく終戦し、アフリカにおいて最も長い内戦となった。
2005年、南北包括和平合意が政府間開発機構とそのパートナー国諸国による調停でナイロビにて成立、南部スーダン自治区が再び設立された。この合意は2011年に南スーダンが独立を宣言するまで続いた。

### 2011年独立住民投票

南スーダン共和国の国旗

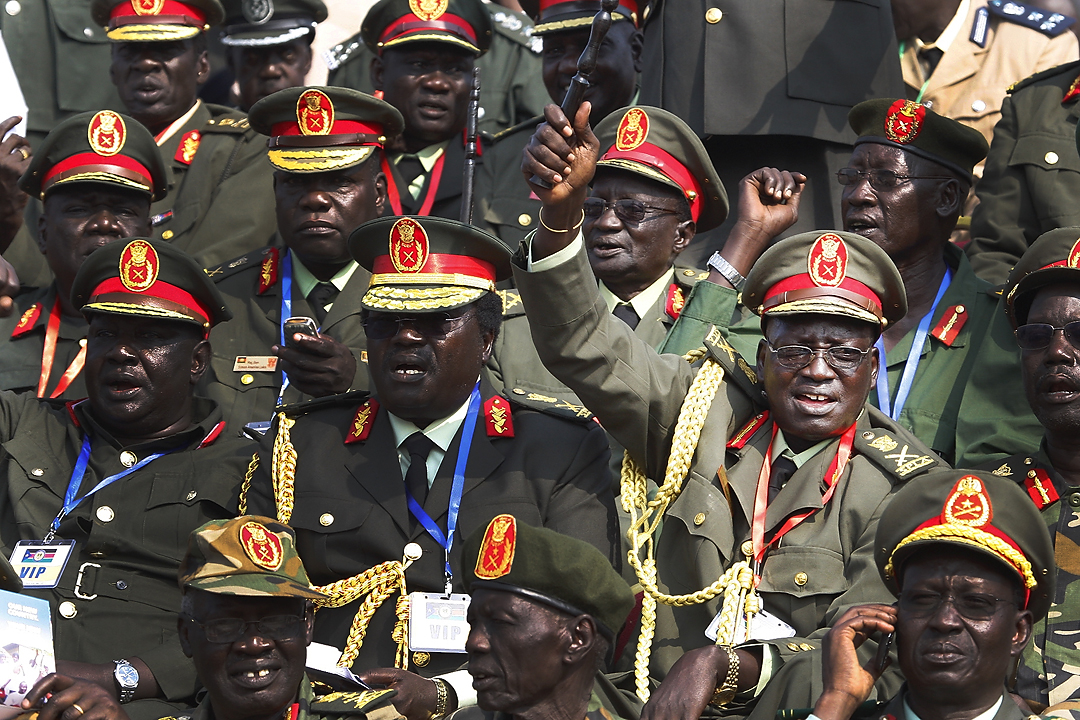
南スーダン独立祝典における南スーダン軍の将軍たち

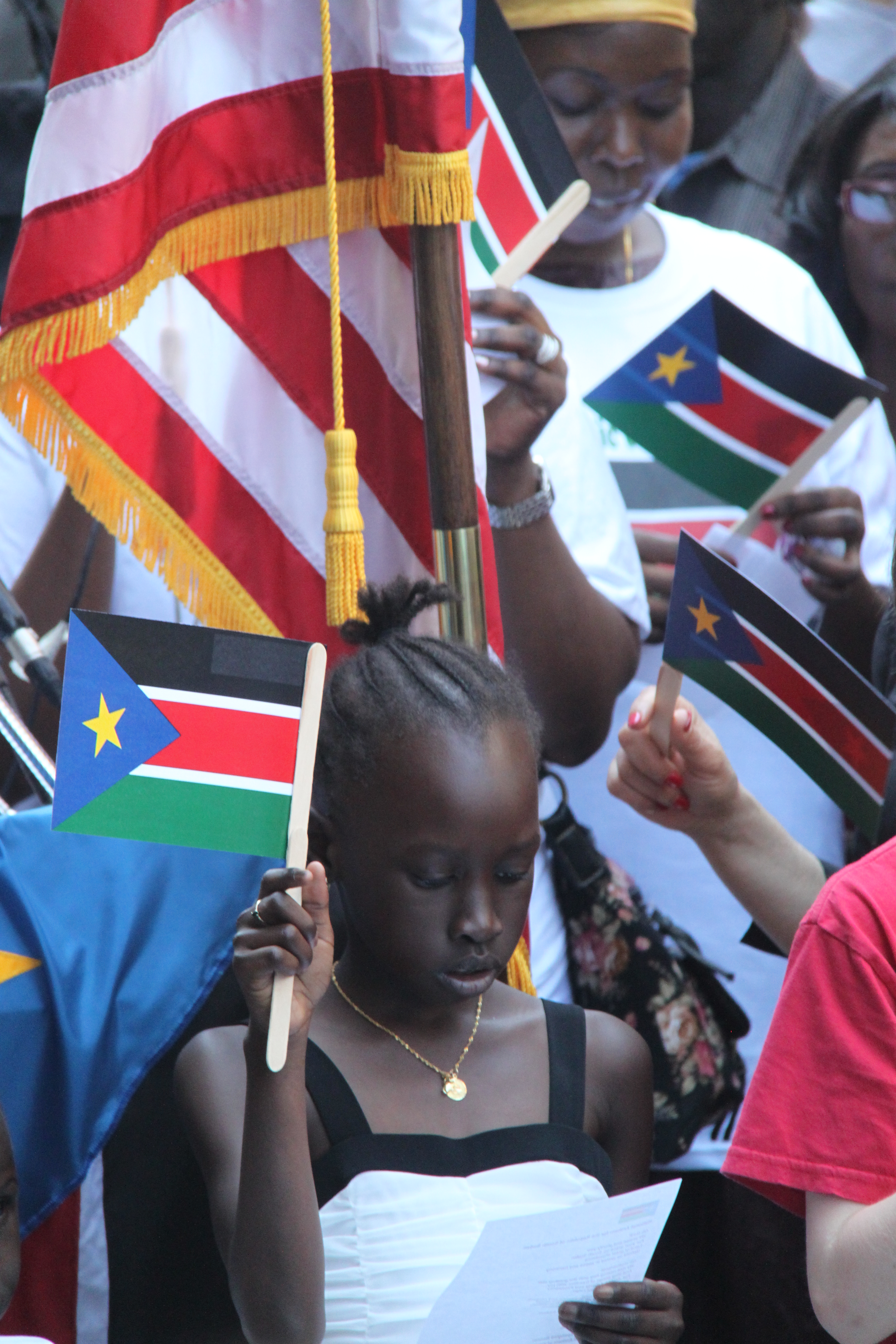
南スーダン独立祝典における女性の1人

2011年1月9日から15日まで、南部スーダンの住民たちはスーダンから分離独立すべきかについて投票した。1月30日に開票した結果は98.83パーセントが独立に賛成した。
2011年7月9日の真夜中、南部スーダンは南スーダン共和国という名前の独立国になった。同14日、南スーダンは国際連合の193番目の加盟国になった。また28日にはアフリカ連合の54番目の加盟国になった。
しかし、スーダンとの間には紛争が残っている。例えば、両スーダンの石油による収入のうち80パーセントは南スーダン領からのものであり、その収入の分配によっては両国の経済発展に大きく寄与するものとなる。さらにアビエイの帰属問題も残っており、（北）スーダンか南スーダンかという選択はアビエイ住民投票で決定される予定であるが、この住民投票はまだ行われていない。

## 独立

### 南コルドファン紛争
2011年6月6日、7月9日に予定された独立に先立ち、北スーダンと南スーダン軍の間に武装紛争が発生した。その後、両軍の間でアビエイから撤退するという合意がなされた。
6月下旬までに国際連合などがエチオピア人兵士4,200名をアビエイで平和維持軍として駐留させることを提案した。

### 2012年南北スーダン国境紛争
2012年3月、スーダン空軍がスーダンの南コルドファン州に隣接する南スーダンのユニティ州を砲撃した。南スーダン軍は4月10日にヘグリグ油田を占領したことで応酬した。スーダン軍が反撃に転じたことで南スーダン軍は9日後に撤退を余儀なくされた。4月20日、南スーダンはヘグリグからの段階的な撤退を発表、一方スーダンは武力で奪い返したと発表した。その後、スーダンのオマル・アル＝バシール大統領はハルツームで勝利を祝う集会を行った。
4月22日、スーダン軍が戦車と大砲の援護をもとに攻撃を3度も行い、南スーダン領に10キロメートルも侵入した。この攻撃で少なくとも南スーダン軍は少なくとも死者1名、負傷2名の損害を出した。
6月、アフリカ連合のタボ・ムベキによる調停で両国間の交渉が再開された。
9月27日、エチオピアのアディスアベバにおいて、スーダン大統領オマル・アル＝バシールと南スーダン大統領サルバ・キール・マヤルディが8件の合意に署名した。これにより、石油の輸出が再開され、両国の国境に10キロメートルの非軍事地帯を設立した。石油の輸出が再開したことで5,600万リットルもの南スーダンの石油が世界市場に戻ることができた。さらに、合意には国境線策定の範囲、経済協力、住民保護などの条項も盛り込まれた。幾つかの問題は先送りされたが、後日改めて討議するとした。同日に行われた第67回国際連合総会における議論では南スーダン代表が演説する予定であり、登壇した南スーダン副大統領リエック・マチャルは合意の内容に触れるとともにアビエイ問題の解決案がなかったことを指摘した。
2013年3月中旬、両国軍は国境地帯から撤退して非軍事地帯を形成し、南スーダンの石油生産とスーダンを経由する輸出が再開された。4月上旬には南スーダン産の石油が再びスーダンのパイプラインを通るようになった。スーダン大統領のオマル・アル＝バシールはスーダン経由の輸出を禁止すると脅したが、南スーダン大統領のサルバ・キール・マヤルディはアル＝バシールが戦争動員を行っていると疑い、石油運輸の問題で戦争を起こさないとした。

### 反乱と内戦
独立時点では、南スーダンは少なくとも7つの武装組織と戦争状態にいた。国際連合によると、これらの紛争は南スーダン10州のうち9州に影響を与え、数万人が逃亡する結果となったという。ジョゼフ・コニーの神の抵抗軍も南スーダンを含む広範囲で活動していた。反乱軍は政府が永遠に権力を保持しようと目論み、全ての種族を等しく代表しておらず、農村の発展を無視していると疑った。
南スーダン大統領サルバ・キール・マヤルディによると、2013年12月14日にスーダン人民解放軍のうち（ヌエル族が大半を占める）一部がリエック・マチャル元副大統領を支持してクーデターを起こそうとし、それが失敗に終わったという。しかし、戦闘が勃発して南スーダン内戦を引き起こした。マチャルはクーデター計画を否認して逃亡、マヤルディに辞任するよう呼びかけた。マヤルディ側はウガンダ人部隊を戦闘に投入した。また当時国際連合は国際連合南スーダン派遣団を当地に派遣していた。そして、2014年1月に1度目の停戦協定が締結されたが、戦闘は継続し、その後も停戦協定が数度締結されつつ、戦火が鎮まることはなかった。交渉の調停役は「IGAD+」（政府間開発機構の8か国、アフリカ連合、国際連合、欧州連合、アメリカ、イギリス、ノルウェー、中国）が務めた。2015年8月に「妥協平和協議」（Compromise Peace Agreement）と呼ばれた停戦協定が締結されると、マチャルは2016年4月に首都ジュバに戻って副大統領に就任した。しかし、7月にジュバで戦闘が再燃、マチャルは更迭された。彼はスーダンへ逃亡、内戦が再び勃発した。
ディンカ族とヌエル族の間の対立も内戦の一因であった。内戦により平民30万が殺され、また2014年ベンティーウ虐殺などの事件も起こった。南スーダンの人口は1,200万ほどだったが、うち200万は国内での逃亡を、100万はケニア、スーダン、ウガンダなど国外への逃亡を余儀なくされた。